# Беруик (тежък крайцер, 1926)
Беруик (на английски: HMS Berwick (65)) е тежък крайцер на Британския Кралски флот, от типа Каунти, подтип „Кент“, вимпел номер 65. Взема активно участие във Втората световна война. Единственият от британските тежки крайцери, който влиза в бой с тежките крайцери на противника: „Фиуме“ (27 ноември 1940 г.) и „Адмирал Хипер“ (25 декември 1940 г.). И в двата случая запазва своята боеспособност независимо от попаденията на няколко снаряда калибър 203-мм.

## Конструкция
Крайцерите от типа County се строят за британския флот в годините между Първата и Втората световни войни. Тяхната конструкция съответства на ограниченията на Вашингтонския военноморски договор от 1922 г., а именно: предел на стандартната водоизместимост от 10 хил. дълги тона и корабна артилерия с главен калибър не повече от 8 дюйма (203 мм). Съответно, тези кораби са наричани „договорни крайцери“; терминът „тежък крайцер“ не е определен до Лондонския морски договор от 1930 г. Средната стойност на построяването на крайцер от типа „Кент“ през 1929 г. съставлява приблизително £2,180,000.
За годините на своята служба крайцерът няколко пъти е подлаган на модификации, без да се нарушават основните изисквания на Вашингтонския договор.
Заложен е на 15 септември 1924 г., спуснат на 30 март 1926 г., влиза в строй на 12 юли 1927 г.

## История на службата
С края на изпитанията му, през юли 1927 г., е изпратен в Китайската станция, където остава до превеждането му в Средиземно море, през 1936 г. В периода от 1937 до 1938 г. преминава реконструкция с частична замяна на въоръжението и бронирането.
С началото на Втората световна война участва в съпровождането на океански конвои и борба с немските рейдери. През март 1940 г. прихваща в Датския пролив нарушители на морската блокада на Германия – транспортите „Волфсбург“ и „Уругвай“.
На 9 април 1940 г. участва в норвежката кампания. След това е включен в отряд „Н“ в Гибралтар. На 27 ноември 1940 г., участва в боя при нос Спартивенто, където получава попадание от 203-мм снаряд в оръдейна кула „Y“.

На 25 декември 1940 г. при Канарските острови при съпровождане на конвоя WS-5A влиза в бой с немския тежък крайцер „Адмирал Хипер“. „Беруик“ няма попадения в „Хипер“, като получава при това четири попадения на 8-дюймови снаряди. Въпреки всичко, действията на „Беруик“ пречат на „Хипер“ да атакува конвоя. След боя крайцерът е изпратен за ремонт до края на юни 1941 г. В хода на ремонта и модернизацията той получава радар с далечно действие в метровия диапазон Type 281 и радар за насочване на оръдията Type 284 в сантиметровия диапазон.
След ремонта влиза в състава на Флота метрополията и оставащата част от войната провежда на Север: съпровожда арктическите конвои за СССР (JW-57, RA56 и JW-56B) и действа в Северно море. В края на октомври 1944 г. корабът доставя отряд от Армията на свободна Норвегия от Великобритания в Мурманск за операцията по освобождаването на Финмарк.
През 1948 г. е предаден за скрап.

## Коментари
1. ↑  Чете се bɛrᵻk от името на шотландския град Беруик-ъпон-Туид.
2. ↑  Кърмовата двуоръдейна кула на главния калибър. В кулата са убити седем души, ранени са девет и избухва пожар.
3. ↑  Конвоят WS-5A (Winston Special), състоящ се от 20 войскови транспорта, превозва войска и въоръжения за Африка; става единственият в историята на войната британски конвой, прехванат от надводен рейдер.
4. ↑  Независимо от получените попадения на голямокалибрени снаряди, крайцерът запазва плаваемост и боеспособност, което се обяснява с удачното разположение на броневата защита: брониран пояс – 114 мм, снарядни погреби на кулите – 100 мм., при общото съответствие на водоизместимостта към ограниченията на Вашингтонския договор от 1922 г.
5. ↑  Конвоя в обратното направление.